# Petletka
Plansko gospodarstvo oz. tako imenovane petletke (1929-1939) so bile gospodarski sistem, ki ga je uvedel Stalin z namenom hitrega razvoja sovjetskega gospodarstva. Izveden so bile tri petletke, od katerih je zadnjo prekinila druga svetovna vojna.
1. petletka (1928–1932) - elektrifikacija, izgradnja težke industrije, kolektivizacija kmetijstva - razlastitev kmetov in oblikovanje sovhozov (državnih posestev) ter kolhozov (zadružnih oz. kolektivnih posestev), čemur pa so se kmetje upirali z bojkotiranjem kmetijske proizvodnje in s protestnim klanjem živine.
2. petletka (1933–1937) - gradnja prekopov in železnic
3. petletka (1938–1941) - vojaška industrija